# Ministero per l'Europa e gli affari esteri
Il Ministero per l'Europa e gli affari esteri (in albanese Ministria për Europën dhe Punët e Jashtme – MEPJ) è un dicastero del governo albanese responsabile della politica estera dell'Albania e dei rapporti con l'Unione europea, alla quale ha inoltrato domanda d'adesione nel 2009.
Fondato originariamente nel 1912, è stato soppresso negli anni '40 per poi essere ricostituito nel 2017, assorbendo le funzioni del Ministero dell'integrazione europea.
L'attuale ministro è Igli Hasani, in carica dal 2023.

## Storia
Con la costituzione del Governo provvisorio albanese a Valona nel 1912 si rese necessaria la creazione di un dicastero che curasse i rapporti diplomatici della nazione con le altre nazioni. Il primo ministro fu il capo del governo provvisorio, Ismail Qemali, al quale successe, nel 1913, Myfid Libohova.
Nei primi anni la funzione del ministero fu quella di garantire il riconoscimento dell'indipendenza albanese dall'Impero ottomano, in particolare alla Conferenza di Londra che riunì le Grandi potenze del tempo (Regno Unito, Regno d'Italia, Francia, Impero tedesco, Impero austro-ungarico e Impero russo).
Gli Stati riconobbero l'indipendenza e costituirono il Principato d'Albania, con a capo il principe Guglielmo di Wied (noto anche come Skanderbeg II) che formò il primo governo albanese, presieduto da Turhan Pasha Përmeti, che ricoprì inoltre la carica di ministro degli affari esteri.

## Responsabilità
Il ministero ha missioni diplomatiche in 43 Stati sovrani e 6 missioni permanenti accreditate presso varie organizzazioni internazionali.
La sicurezza esterna, la politica di difesa e le relazioni economiche sono obiettivi importanti del ministero.